# Орография

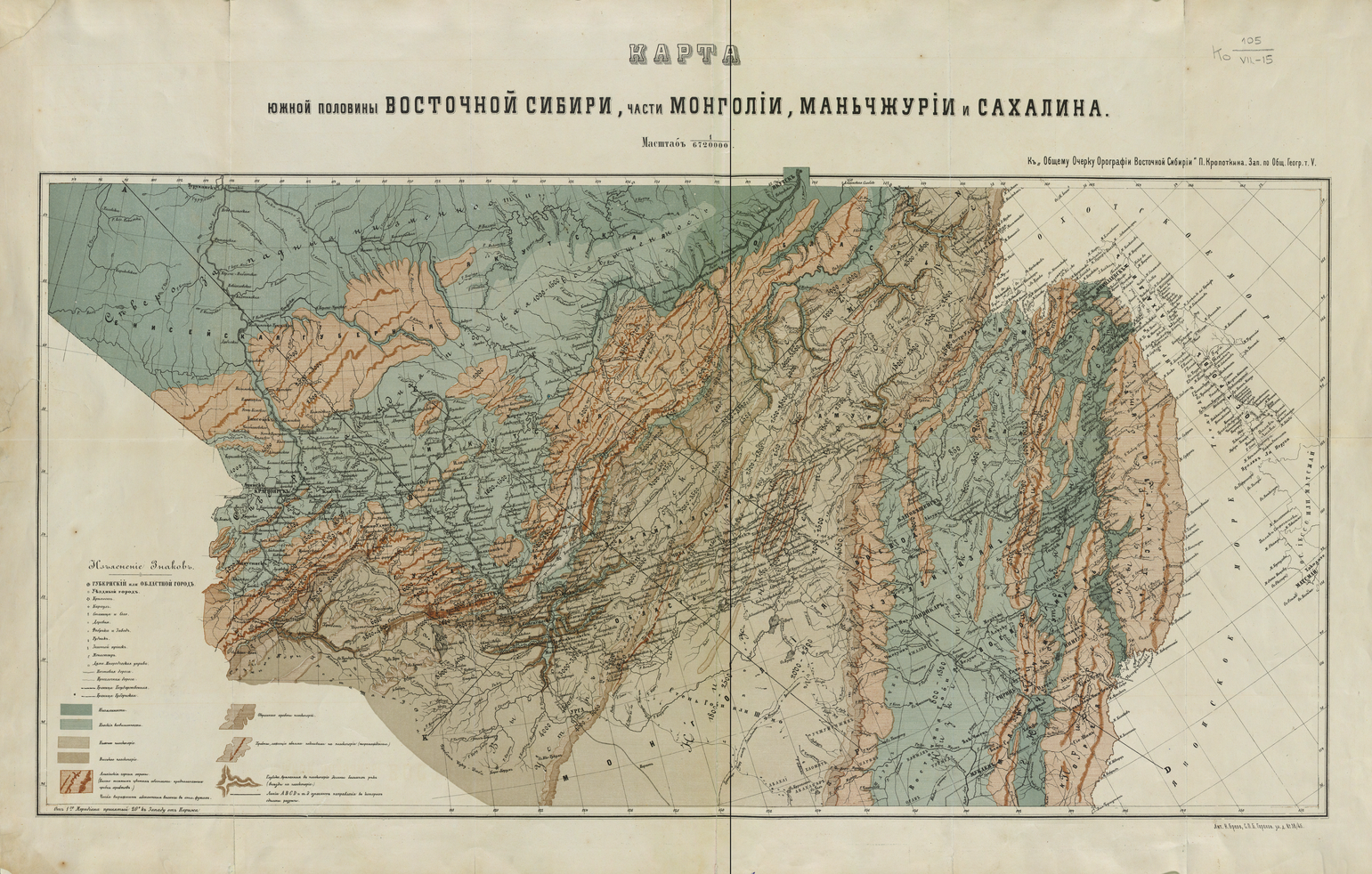
Орографическая карта Восточной Сибири автор Петр Кропоткин, 1875 год.

Орогра́фия (от греч. ὄρος — гора, γράφω — пишу, описываю), или морфометрия, — раздел геоморфологии и физической географии, занимающийся описанием и классификацией форм рельефа по их внешним признакам и взаимному расположению вне зависимости от происхождения.
При описании различных форм рельефа (хребтов, плато́, равнин, долин, впадин, котловин и тому подобного) указывается местоположение, ориентировка по сторонам горизонта, приводятся метрические характеристики: длина, площадь, высота, глубина, густота расчленённости речной сетью и другие, крутизна поверхностей и склонов. Орографическое описание важно для проектирования использования территории.
В туризме при описании маршрутов часто встречается термин «орографически», который означает, что что-то связано с горой, возвышенностью. Например, «орографически левый или орографически правый берег» (например, реки́, долины, морены, хребта и другой формы рельефа, связанной с перепадом высот) означает, что местность, связанная с перепадом высот, находится соответственно слева или справа по отношению к горе, из которой они берут начало.

#### Орографические факторы в биологии (геоморфология)
На распространение организмов в биосфере влияют такие орографические факторы как: особенности рельефа, высота над уровнем моря, экспозиция и крутизна склонов. Макрорельеф (горы, долины, низменности) влияет на распределение растительности в крупных географических масштабах. Один из основных орографических факторов для организмов является высота: с увеличением высоты понижается средняя температура, увеличивается суточный температурный перепад и количество осадков, возрастает скорость ветра, радиационная нагрузка, понижается атмосферное давление и концентрация газов, сокращается длительность вегетационного периода. Эти факторы обуславливают вертикальную зональность биоценоза.
Непосредственное влияние на фитоценоз оказывает крутизна и экспозиция склона. Крутой склон провоцирует быстрый дренаж и смывание почв, из-за чего может происходить обеднение мест произростания растений. При теневой экспозиции на склоне или в низинах можно ожидать произрастания сциофитов, а на солнечных стороных склона гелиофитов.